# Décor dans le théâtre en Nouvelle-Zélande
 (novembre 2022).
Si vous disposez d'ouvrages ou d'articles de référence ou si vous connaissez des sites web de qualité traitant du thème abordé ici, merci de compléter l'article en donnant les références utiles à sa vérifiabilité et en les liant à la section « Notes et références ».

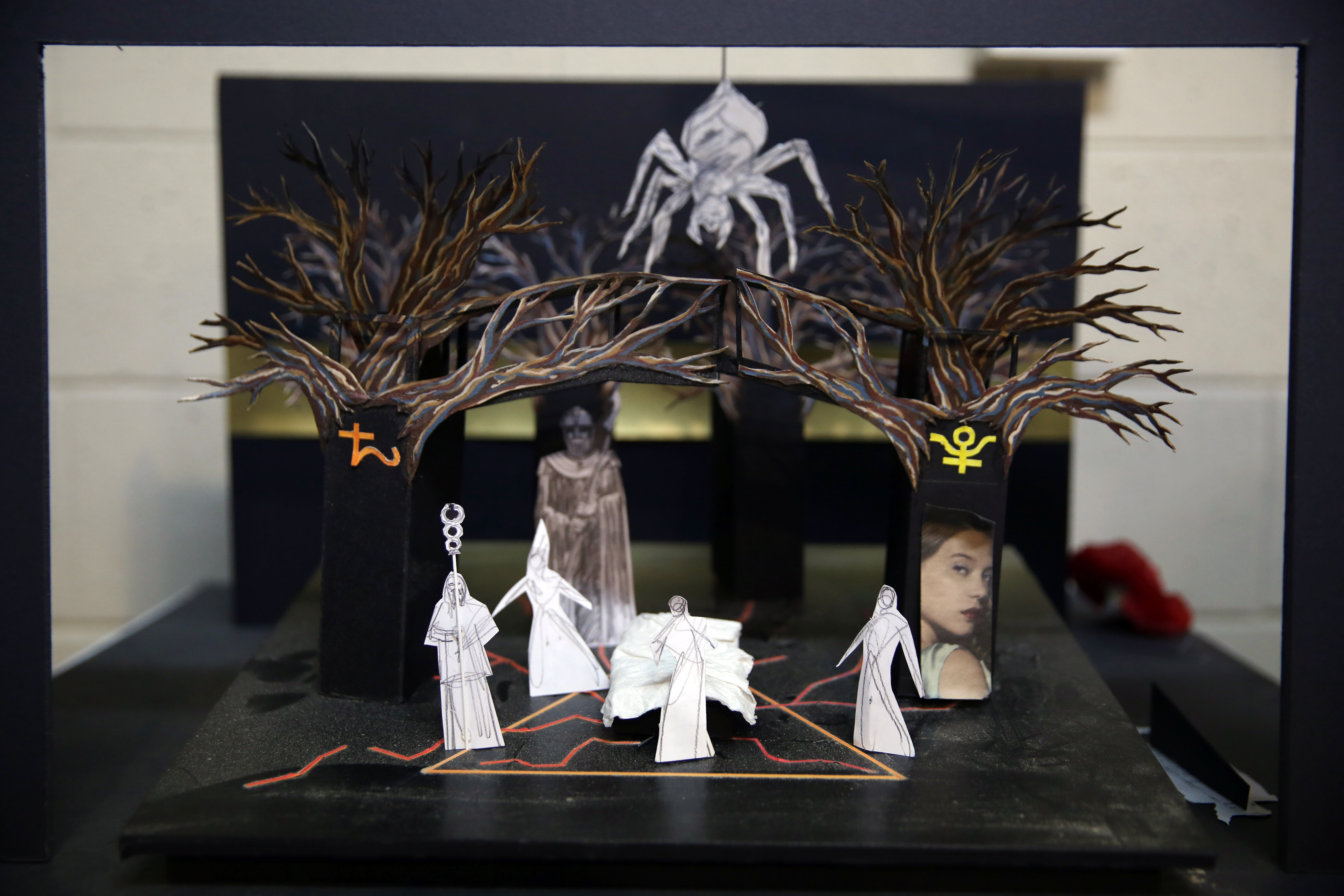
Maquette de décor pour La Flûte enchantée à l'Opéra de Nouvelle-Zélande en 2016.

Le décor dans le théâtre en Nouvelle-Zélande  s'est développé dans les années 1950 lorsqu'une troupe fait venir un décorateur du Royaume-Uni. Le style qui se répand alors semble être celui des décors illusionnistes à trois murs.

## Histoire
À l'origine, les pièces de théâtre sont jouées dans de petits établissement ne possédant pas un système perfectionné de décors. Il s'agit généralement seulement d'une toile peinte et tendue au fond de la scène. Par la suite, les théâtres s'installent aussi dans des cafés ou en extérieur, dans une forme moins fixe. Le décor est donc très réduit.
Ce n'est qu'au cours des années 1950 que la décoration théâtrale commence à se développer en Nouvelle-Zélande, surtout grâce à l'établissement des New Zealand Players (en), une troupe professionnelle qui fait venir d'Angleterre, en 1953, le décorateur Raymond Boyce (en) (1928-2019). Ce dernier fait preuve d'imagination notamment dans L'Amour des quatre colonnes, L'Invitation au château et le Songe d'une nuit d'été et réalise avec ingéniosité l'atmosphère de Ned Kelly. Ces décors sont un stimulant pour les autres compagnies, menant parfois à une recherche excessive et une surabondance dans les décors. Néanmoins, cette influence encourage la rupture avec cette coutume trop répandue de reproduire servilement les décors de la création.
Hors les New Zealand Players (en), aucune troupe n'a les moyens de s'attacher un décorateur (deux à trois seulement ont un metteur en scène attitré).
Le New Zealand Drama Concil met en place[Quand ?] un plan d'aide financière pour toute compagnie qui désire dans ce domaine une aide professionnelle.
L'existence théâtrale s'enrichit au contact de compagnies professionnelles originaire d'Australie et même d'Angleterre. Le décor traditionnel à trois murs, de style illusionniste, y prédomine probablement, mais avec cependant des exceptions notables, comme L'École de la médisance de Cecil Beaton présenté par l'Old Vic et Laurence Olivier en 1948, de même que le Comme il vous plaira de Motleys et l'Othello de Tanya Moiseiwitsch (en) amené en 1953 par le Shakespeare Memorial Theatre et Anthony Quayle.